# Racek mexický
Racek mexický (Larus heermanni) je středně velkým severoamerickým druhem racka ze skupiny „velkých bělohlavých racků“.

## Popis
Dospělí ptáci jsou celí tmavošedí, s bílou hlavou, černými letkami a černým ocasem. Nohy jsou tmavé, zobák je červený s černou špičkou (koneček je světlý). V prostém šatu je tmavá i hlava. Mladí ptáci jsou kompletně tmaví, pouze zobák je světlý s černou špičkou.

## Výskyt
Racek mexický hnízdí pouze na Kalifornském poloostrově v osmi známých koloniích, celková početnost je odhadována na 150 000 párů. V mimohnízdní době se ptáci zčásti rozptylují po tichooceánském pobřeží od jižní Kanady po sever Jižní Ameriky. Zatoulaní ptáci byli zjištěni ve vnitrozemí a na atlantském pobřeží Spojených států (Ohio, Oklahoma, Texas, Florida).

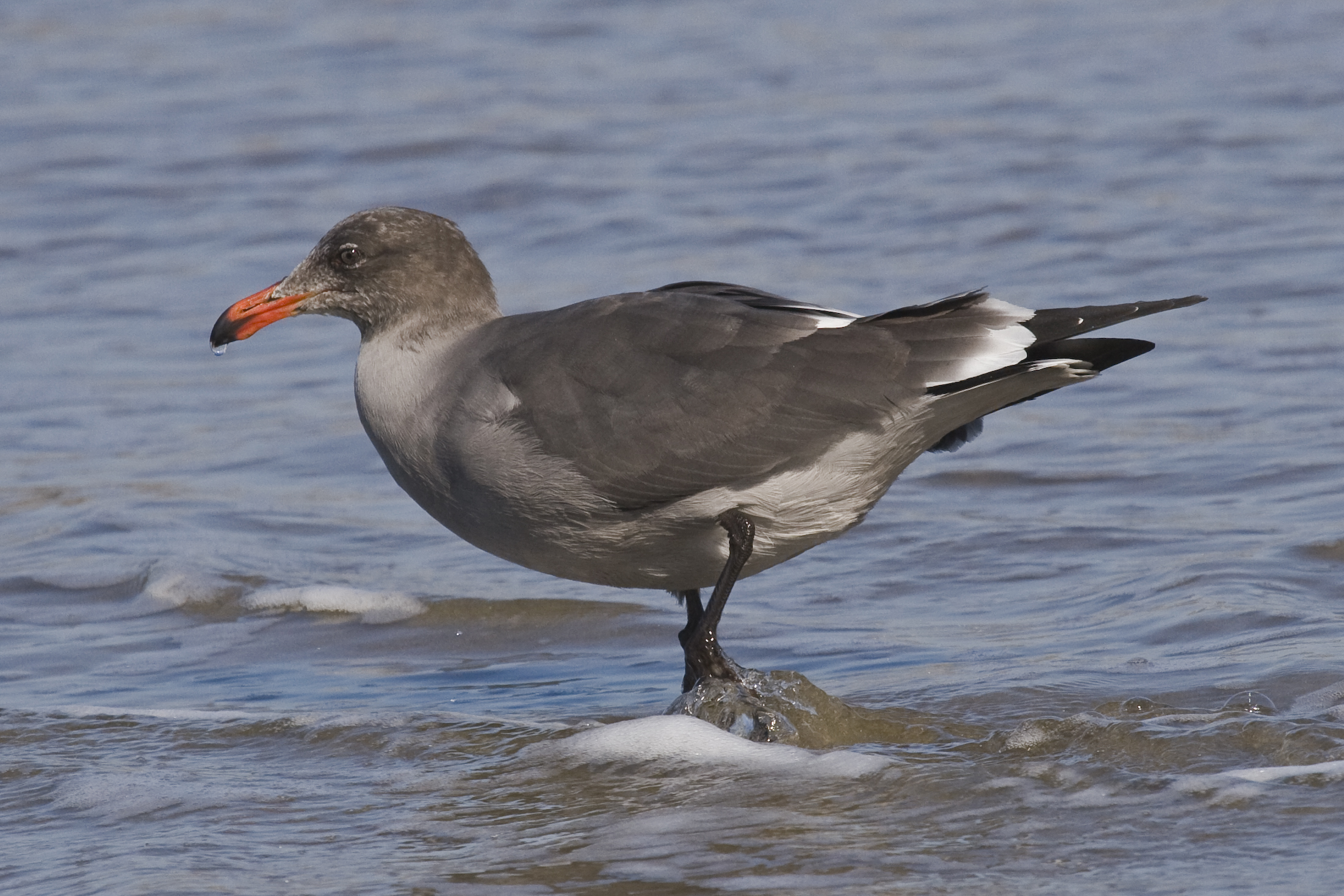
Dospělý pták v prostém šatu, tmavá je i hlava
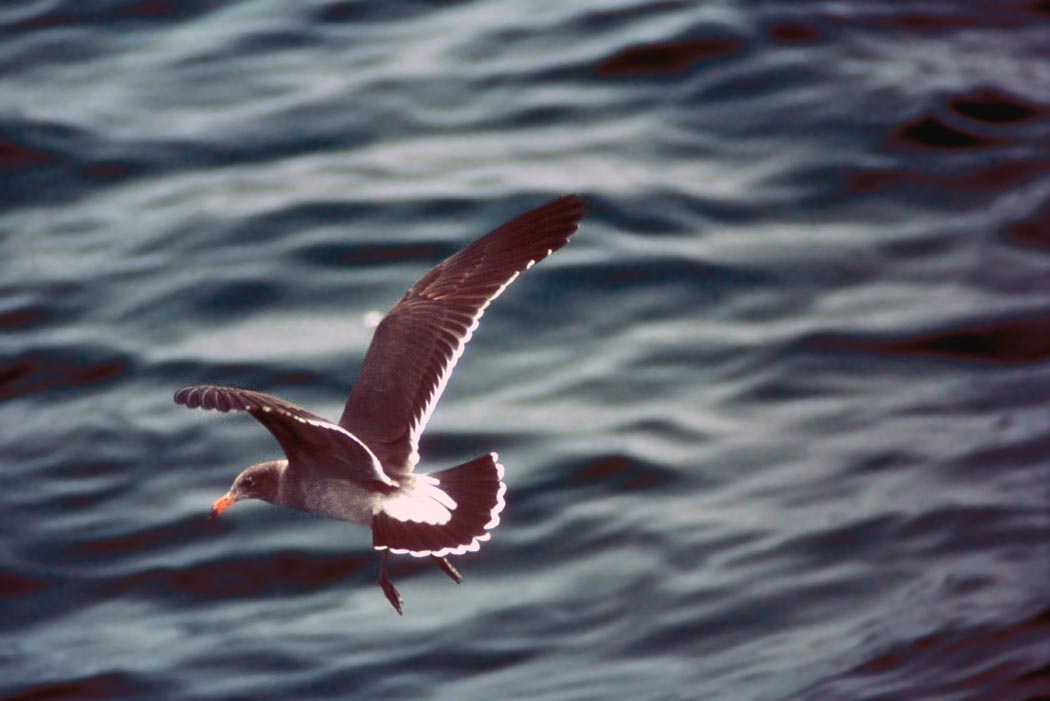
Dospělý pták v prostém šatu v letu
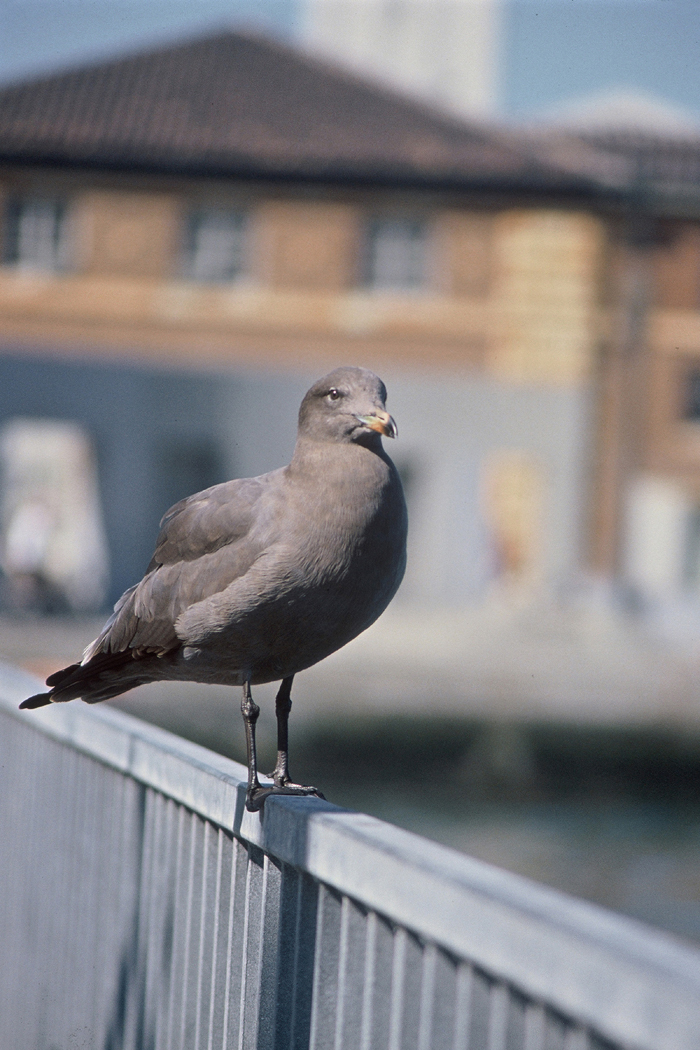
Mladý pták